# Fundição Ipanema

A Real Fábrica de Ferro São João de Ipanema, ou Fundição Ipanema, foi uma siderúrgica que operou entre 1810 e 1926 na Fazenda Ipanema, hoje parte integrante da Floresta Nacional de Ipanema, no interior do estado de São Paulo, área compartilhada pelos municípios de Araçoiaba da Serra, Capela do Alto e Iperó. O sítio histórico se localiza neste último, no distrito de Bacaetava, 

## Antecedentes
Este importante empreendimento industrial foi o resultado de um longo planejamento da Coroa Portuguesa.  Foi precedido pelas experiências de fabricação de ferro no morro de Araçoiaba, que começaram ainda no século XVI, com Afonso Sardinha (pai e filho). Ali, no que se chamava vale das Furnas (atual Ribeirão do Ferro), fizeram instalar um forno e duas forjas para fabricação de ferro pelo método direto, reconhecidos como a primeira tentativa de fabricação de ferro em solo americano.

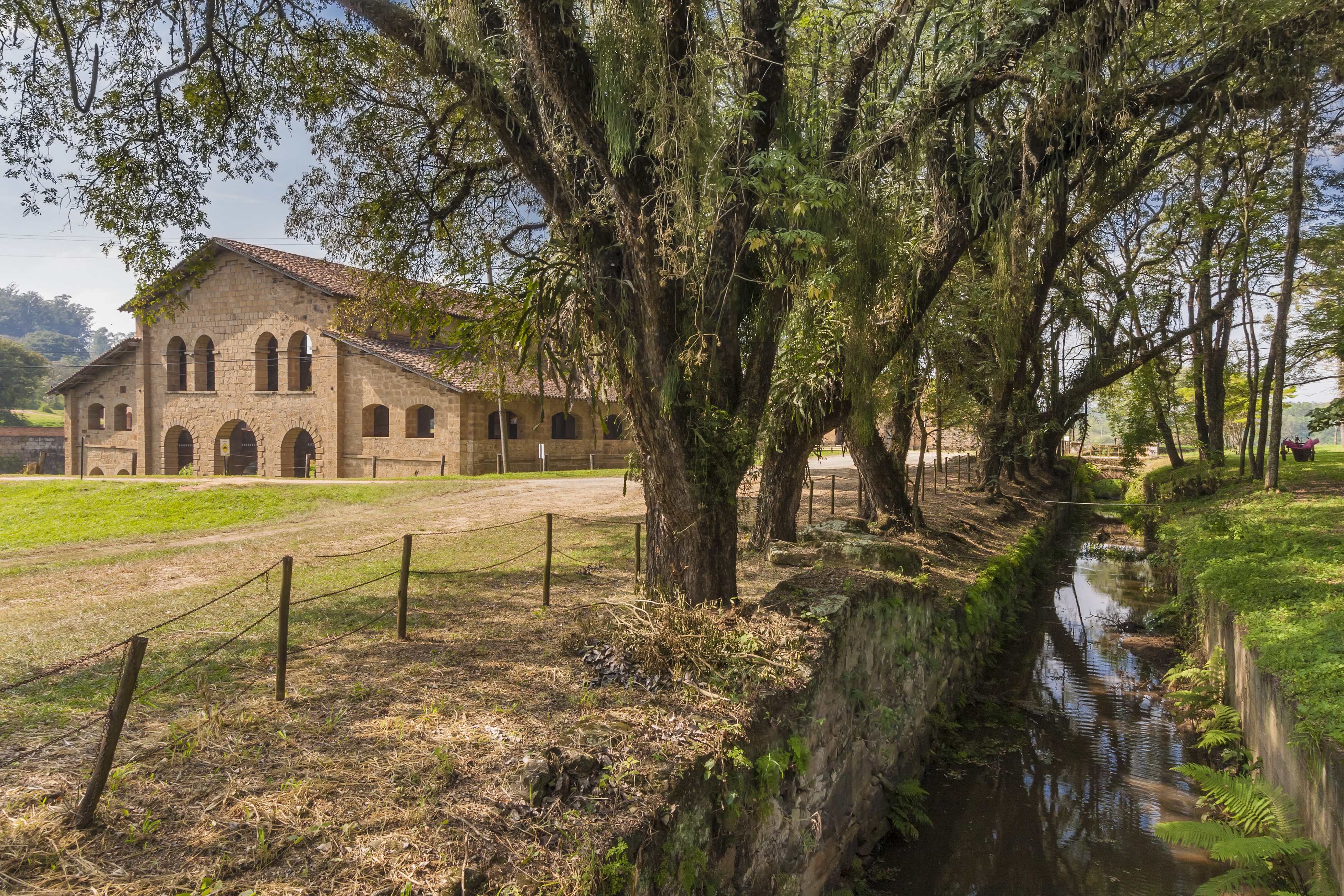
Antiga Casa de Armas, da Real Fábrica de Ferro de Ipanema

A partir da reforma da Universidade de Coimbra, o professor de Química Domingos Vandelli incentivou muitos de seus alunos a estudar mineralogia e metalurgia. A Coroa Portuguesa enviou vários de seus ex-alunos para viagens de conhecimento na Europa. José Álvares Maciel esteve por ano e meio em Birmingham, Inglaterra, e José Bonifácio de Andrada e Silva e Manuel Ferreira da Câmara percorreram França, Alemanha, Itália e Suécia por 8 anos. Ao voltar da viagem, Bonifácio foi encarregado de restabelecer a Fábrica de ferro de Foz d'Alge, em Portugal, para onde contratou o engenheiro metalurgista Friedrich Ludwig Wilhelm Varnhagen (pai de Francisco Adolfo de Varnhagen) e o geólogo e mineralurgista Wilhelm Ludwig von Eschwege.
O futuro Intendente dos Diamantes Manuel Ferreira da Câmara voltou para o Brasil com o projeto de implantar uma Fábrica de Ferro em Minas Gerais. Com a vinda da família real para o Brasil, os dois alemães foram convocados para contribuir na implantação de outros empreendimentos siderúrgicos no Brasil. Em janeiro de 1818 os naturalistas alemães Johann Baptiste von Spix e Carl Friedrich Philipp von Martius visitaram a Fundição Ipanema, como descrito no livro Viagem pelo Brasil.

## A Real Fábrica de Ferro São João de Ipanema
D. Rodrigo de Sousa Coutinho, ministro de D. João VI, encarregou Varnhagen e Martim Francisco de Andrada e Silva de projetar uma Fábrica de Ferro moderna que aproveitasse o minério de Araçoiaba. O projeto foi concluído em julho de 1810, orçado em 60 contos de réis. A proposta enfatizava a necessidade de trazer técnicos europeus experientes na técnica siderúrgica.

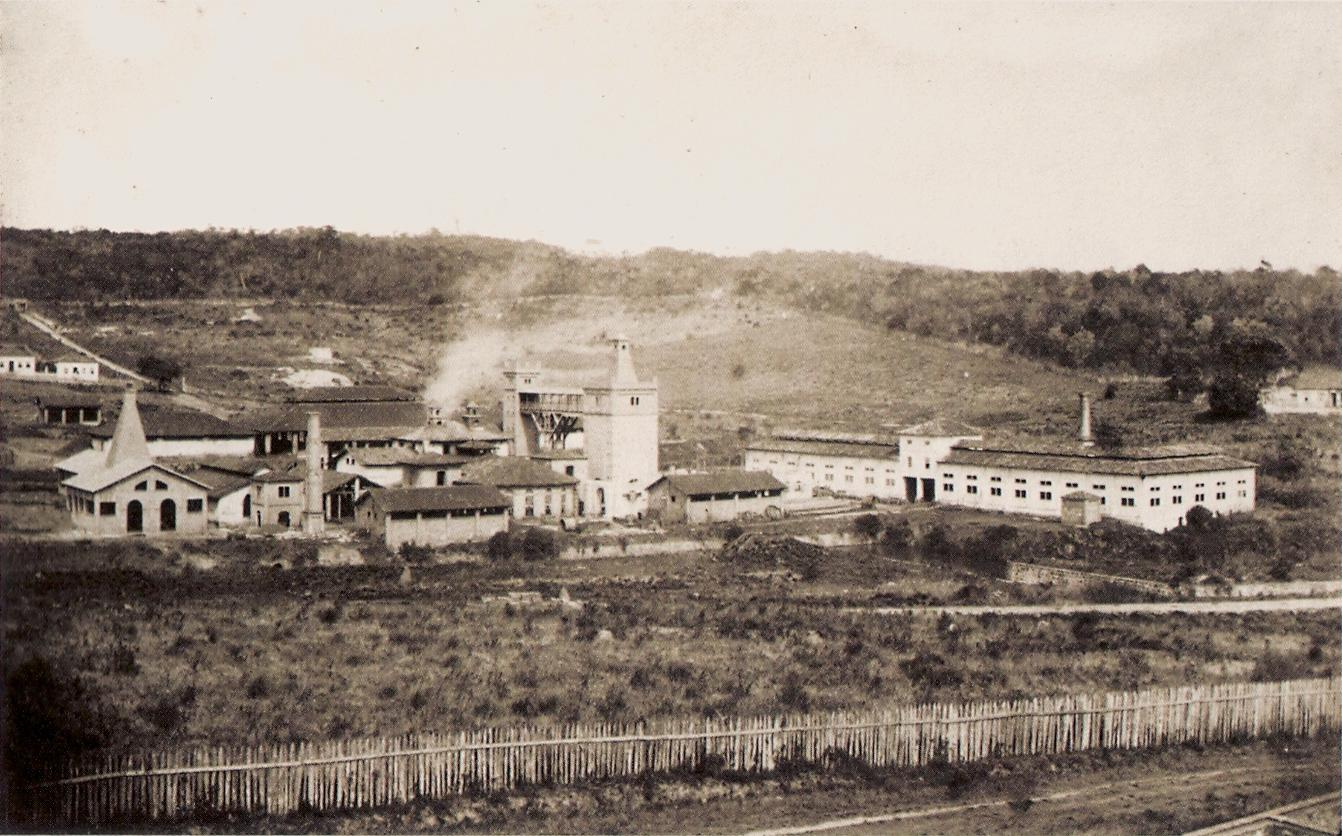
Fundição Real Fábrica de Ferro São João de Ipanema em 1884.

A empresa foi criada através de Carta Régia de 4 de dezembro de 1810, como uma sociedade de capital misto, com treze ações pertencentes à Coroa Portuguesa e 47 a acionistas particulares de São Paulo, do Rio de Janeiro e da Bahia.
Para implantá-la foi trazida para a região uma equipe de técnicos sueca,  contratada em dezembro de 1809, liderada por Carl Gustav Hedberg.
Além da presença de jazidas de magnetita, foram decisivos para a escolha do local, a abundância de madeira que alimentaria os fornos, e de água captada no Rio Ipanema, força motriz por excelência até meados do século XIX.
Em 1815, Hedberg foi substituído pelo alemão Ludwig Wilhelm Varnhagen, incumbido de construir os altos fornos da fábrica, inaugurados em 1818. Duas campanhas de fusão foram realizadas, um com duração de 3 meses  e outra com duração de sete meses.
Em 1820, José Bonifácio visitou a Fábrica e redigiu uma Memória, com críticas à arquitetura funcional dos altos fornos.
Dos altos-fornos da Real Fábrica de Ferro de Ipanema sob a direção de João Bloem saíram muitos dos artigos necessários ao Brasil do século XIX, de panelas de ferro a maquinário para engenhos de açúcar e café, gradis, escadas, luminárias, etc., com artigos premiados em feiras nacionais e internacionais, à época.
O trabalho de escravos públicos especializados foi utilizado na Fábrica de Ipanema. Esses escravos pertenciam ao Estado desde 1760, em ocasião do confisco dos bens dos jesuítas por parte da Coroa Portuguesa. O trabalho escravo na Fábrica estava presente em praticamente todas as etapas da produção exercendo as mais diversas atividades.
A Fábrica vive um momento de crescimento e investimento sob a direção do Coronel Mursa, entre 1865 e 1890. Com as reformas introduzidas nos perfis internos dos altos-fornos, dobrou a produção diária de ferro gusa.  Os operários austríacos que trouxe em 1878 permitiram introduzir um novo processo de refino do ferro, o processo estiriano, mais eficiente.  Uma das técnicas que Mursa utilizou para garantir suporte econômico para o empreendimento foi a distribuição de coleções de objetos ligados a fabricação do ferro em Ipanema. Uma caixa desses objetos pode ser vista no Museu Republicano de Itu e outra faz parte do acervo do Museu Nacional, no Rio de Janeiro.

## O fim da Real Fábrica de Ferro
Em 1895 a propriedade foi transferida para o Ministério da Guerra e se transformou em quartel e depósito. A partir de 1926 foi iniciada a exploração de apatita no Morro de Ipanema, perdurando até 1943. Na década de 1950 iniciou-se a exploração de calcário para produção de cimento, cujas atividades foram encerradas no fim da década de 1970.
Toda a área foi transferida para o Ministério da Agricultura em 1937 e o Centro de Ensaios e Treinamento de Ipanema (CETI/CENTRI) iniciou os estudos com sementes e máquinas agrícolas. O Centro Nacional de Engenharia Agrícola (CENEA) foi criado em 1975 e deu continuidade às atividades do CETI/CENTRI, sendo desativado no início da década de 1990.
Considerada o berço da siderurgia nacional, a fábrica conserva menos de 20% de seu conjunto original. Os seus altos-fornos geminados existem até hoje e encontram-se sob a guarda do ICMBio, por meio da Floresta Nacional de Ipanema, localizada em Bacaetava, município de Iperó. Os três altos fornos foram escaneados interna e externamente em 2015 (por equipe da Universidade de Ferrara, Itália) e em 2016 (por equipe da Universidade de São Paulo), permitindo uma análise do vazio interior de cada um deles.
Documentos oficiais da Fábrica encontram-se arquivados e, em sua maioria, para livre consulta, em diferentes instituições: Arquivo Nacional, Biblioteca Nacional do Brasil (Rio de Janeiro) e Arquivo Público do Estado de São Paulo (São Paulo).
Exemplares de livros suecos sobre siderurgia, correspondentes aos trazidos por Hedberg em 1810, estão disponíveis para consulta na Biblioteca de Livros Raros da Escola Politécnica da USP.